# Delta unguiculatum unguiculatum
Delta unguiculatum unguiculatum é uma subespécie de insetos himenópteros, mais especificamente de vespas pertencente à família Vespidae.
A autoridade científica da subespécie é Villers, tendo sido descrita no ano de 1789.
Trata-se de uma subespécie presente no território português.